# Skalenie potasowe
Skalenie potasowe – minerały z gromady krzemianów zaliczane do grupy skaleni alkalicznych. Te zaś z plagioklazami tworzą grupę skaleni.

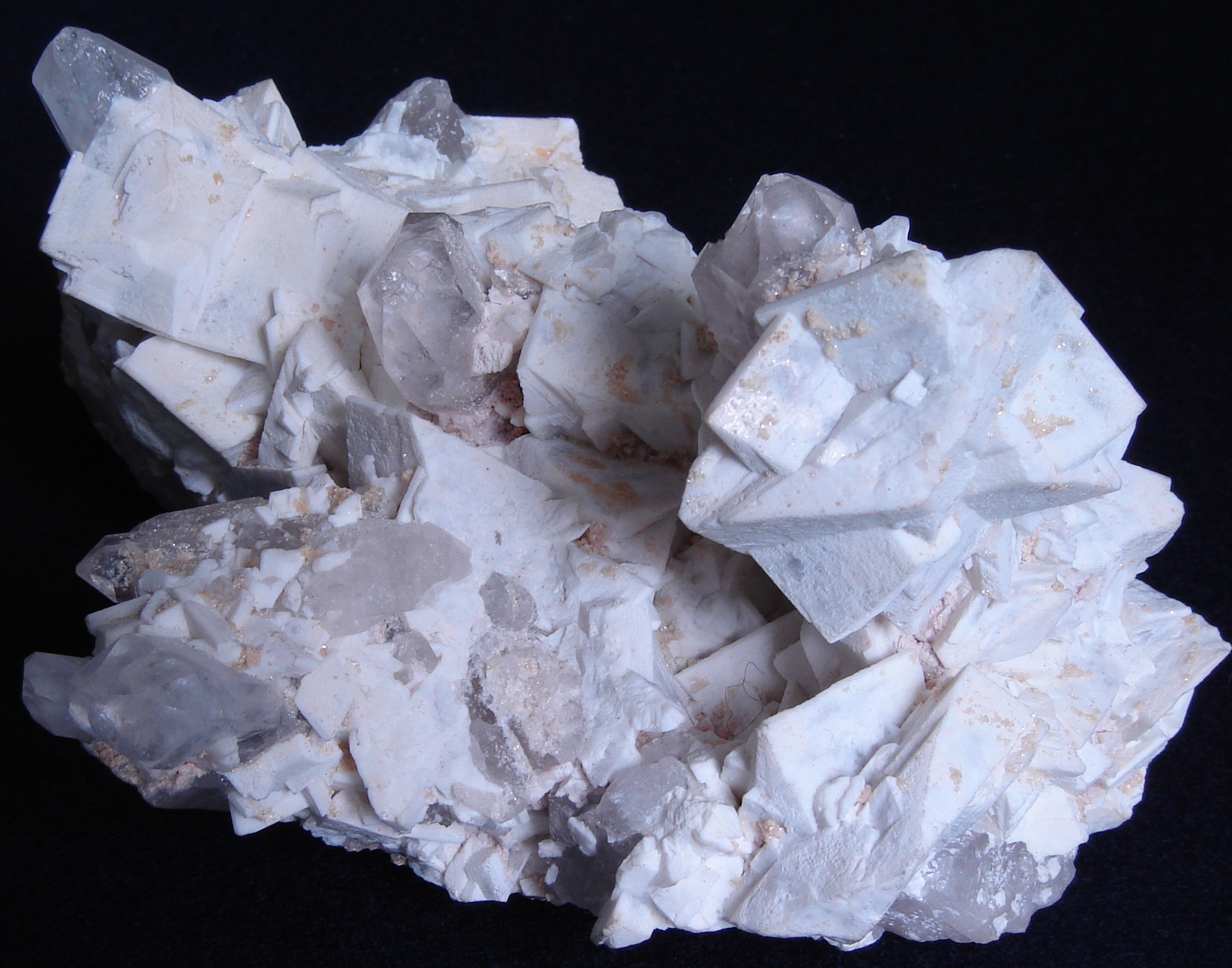
Mikroklin

## Właściwości
- Kryształy są najczęściej tabliczkowe, wydłużone według jednej osi. Mogą być wrosłe i narosłe; mogą osiągać wielkość wielu metrów. Postać kryształu zależy od warunków wzrostu.

Kryształy wrosłe są grubotabliczkowe, czasami słupkowe.
Kryształy narosłe w druzach są bogate w ściany.
- Skalenie cechuje bogactwo zbliźniaczeń.

Dwa osobniki bliźniacze przerastają się wzajemnie w zbliźniaczeniu karlsbardzkim.
Dwa osobniki zrastają się według zorientowanej płaszczyzny (bliźniak baweński, bliźniak manebachski).
Zbliźniaczone skalenie występują też w zbitych, ziarnistych, kostkowych i blaszkowych agregatach.
- Łupliwość: doskonała w dwóch kierunkach prawie prostopadłych do siebie.

Od łupliwości wywodzi się nazwa ortoklazu (gr. orthos = prostokątny; klaein = szczelina).
- Gęstość: 2,53–2,56 g/cm3
- Barwa: bezbarwny, biały, czerwonawy, żółtawobiały, bladożółty, intensywnie czerwony, szary, zielony.

Sanidyn – jeśli skaleń potasowy krystalizuje w temperaturach wysokich (>500 stopni C) glin i krzem zajmują pozycje w sieci krystalicznej w sposób nieuporządkowany. Powstaje wtedy skaleń potasowy o symetrii jednoskośnej.
Mikroklin – w niższych temperaturach, krzem i glin zajmują ściśle określone pozycje w strukturze skalenia. Powstaje wtedy skaleń o uporządkowanej strukturze i symetrii trójskośnej.
Ortoklaz – stoi między tymi dwoma skaleniami. Jego struktura pokazuje zaczątki uporządkowania.
Skaleń wykrystalizowany w wysokiej temperaturze, przy bardzo wolnym ochładzaniu, może zmienić stan uporządkowania swojej struktury, ale nie zmienia swojej zewnętrznej postaci.
Niewielkie ilości miedzi zabarwiają skaleń na kolor zielony: amazonit. Iryzujący niebieskawo skaleń, zwany kamieniem księżycowym jest odmianą ortoklazu.
Potas w strukturze skalenia może być podstawiany sodem.
Skaleniem potasowym krystalizującym w warunkach hydrotermalnych jest adular.

## Powstawanie i występowanie
Skalenie są najczęściej występującą grupą minerałów w skałach magmowych, pegmatytach (w postaci nawet ogromnych kryształów), w skałach osadowych i skałach metamorficznych.
Miejsca występowania:
- sanidyn – Niemcy (Eifel, Drachenfels), Włochy (Wyspy Pantellleria, Elba),
- mikroklin – Polska (Dolny Śląsk, Tatry – w żyłach pegmatytowych), Norwegia (Iveland, Tysfjord, Finlandia.
- amazonit – USA (Kolorado)
- ortoklaz – Włochy (Baveno, Elba), Polska (Wojanów k. Jeleniej Góry), Czechy – Karlowe Vary, Szkocja – Glipatrick.

Ze skaleni potasowych w procesie wietrzenia powstaje kaolin.

## Zastosowanie
Złoża eksploatowane dla przemysłu ceramicznego. Przezroczyste i pięknie zabarwione używane są jako kamienie ozdobne.